# Жадяев, Владимир Иванович
Владимир Иванович Жадяев (род. 7 июля 1958, с. Сура Архангельской области РСФСР) — советский прыгун на батуте, мастер спорта СССР (1974), мастер спорта СССР международного класса (1977).
Чемпион мира в синхронных прыжках на батуте (1978).
В 1981 окончил Днепропетровский горный институт.
Победитель в синхронных и бронзовый призёр в индивидуальных прыжках чемпионата мира (г. Ньюкасл, Австралия, 1978). Серебряный призёр (1977), победитель в синхронных и бронзовый призёр в индивидуальных прыжках (оба — Франция, 1979), чемпионатов Европы.
Серебряный призёр в синхронных прыжках юношеского первенства Европы (1976). Победитель синхронных прыжках (1976, 1979—1980), бронзовый призёр в индивидуальных прыжках (1976—1980) и серебряный призёр в синхронных прыжках чемпионатов СССР (1977—1978) .
Обладатель Кубков СССР (1980, в синхронных прыжках) и серебряной медали (1976, в синхронных прыжках; 1977, в индивидуальных прыжках), бронзовой медали (1974, в синхронных прыжках; 1978, в индивидуальных прыжках), призёр Кубков СССР.
Победитель (1977—1978, 1980), серебряный (1976, 1978), бронзовый (1977) призёр международных турниров им. Г. Добровольского.
Многократный победитель и призёр Всесоюзного и всеукраинских соревнований.
Выступал за спортивное общество «Буревестник» (Днепропетровск, 1971—1981). Тренер — В. Стрельников.
С 1993 года живёт в Мексике.